# عادل أبو حسون
عادل أبو حسون (30 يوليو 1970 في بيروت لبنان -) ممثل أداء صوتي سوري يعمل في مركز الزهرة في سوريا الخاص بدبلجة مسلسلات الرسوم المتحركة، وخاصة الأنمي اليابانية. متزوج من الفنانة آمنة عمر التي تعمل أيضاً في مركز الزهرة، وله ثلاثة بنات وهن نور وأنمار وجودي.

## أعماله
- إيداتين جمب بأدوار سيف ودن دن ونديم والمفتش وأمين ونورس ودعاس والمحافظ وشادي ولؤي والدراج الذي سابق ورد في بلدة التنقيب عن الفحم
- آرغاي الفارس النبيل بدور آرغاي.
- أكاديمية الشرطة بدور ماهوني.
- تومي وأوسكار بدور أوسكار .
- المتحري وحيد بدور وحيد.
- أبطال المدينة بدور الغراب - وليد - مختار المدينة.
- الوالدان السحريان بدور كروكر (نسخة مركز الزهرة).
- ألفين والسناجب بدور ديريك.
- أبطال الكرة بدور مروان.
- الضاحكون بدور الدكتور.
- الفتيات الخارقات بدور بلانك.
- المريخيون بدور سمير
- المهرجون الصغار بدور الأستاذ فضيل - رابح.
- أيرون كيد بدور باتونز.
- المعركة الحديدية بي بليد -عفيف - والد يمان
- بوب البناء بدور سكوب - السيد بينالي.
- ترك تاون بدور تيد.
- توماس والأصدقاء بدور فلين.
- داينوفروز بدور وجيه.
- روزي الصغيرة بدور والد روزي.
- سكوبي دو بدور سكوبي.
- سمبا بدور البوم - الثعبان.
- فرقة العدالة بدور غرين.
- مغامرات فهيم بدور همام.
- مغامرات كاسبر بدور ستنكي.
- مغامرات فريد بدور والد فريد - الثعلب.
- مورتال كومبات بدور جاكس.
- ميا بدور رانغو.
- نادين بدور الراوي.
- أبناء الوطن بدور السيد بيتس.
- أرض الخيول بدور سمايث.
- الأجنحة الصينية بدور جان كيو - السيد فانس - السيد جونستون - كولي - سيد ووه.
- المدافعون بدور فيغا.
- باتمان بدور الفزاعة - ماد هاتر -الدكتور كريك لانغستروم.
- بيبي الشقية بدور والد تومي.
- بينك بانتر بدور آردفارك - الطائر الشره - ريكس.
- غورميتي بدور نيكوفلاس.
- سوبرمان بدور ليكس لوثر - المحقق توربين - بيزارو - ميتالو - بيرسيرفر.
- سيف الصاعقة بدور موكو.
- نقار الخشب بدور الدب القطبي.
- شارلوك هولمز في القرن 22 بدور واتسون
- غيكومان بدور البروفيسور كلون.
- فريق القرود الآلي الخارق بدور تشيرو
- قوة الفريق يدور آكسل مانينغ.
- الموجيكونز بدور غليتش - ميغابايت.
- بابار ومغامرات بادو بدور الأسد كايلس.
- كاليميرو 2013 بدور بييرو
- سوبر وينجز بدور جيمبو.
- سلام دانك بدور حسان.
- هجوم كابتن ثابت بدور ثابت.
- تصنيف الملوك بدور كاغي.
- أنا وأخي بدور عادل
- نهوض بطل الدرع بدور هابينبيرغ.
- ون بيس بدور أوسب - إيس.
- ناروتو بدور نيجي وغارا.
- المحقق كونان بدور المفتش ناكاموري/ساكورو هاكوبا/هيجي هاتوري. (حلقات الجزيرة المعزولة)
- ماجك كايتو بدور ساكورو هاكوبا.
- دراغون بول زد بدور راديتز.
- دراغون بول زد كاي بدور راديتز - تيان.
- دراغون بول سوبر بدور غوهان.
- رنين الجواهر ج1 بأدوار تامر ووالد رانيا ووالد أميرة
- رنين الجواهر ج2 بدور مروان
- صبايا بدور يحيى
- السيف والرقعه الحاسمة بدور الطبيب ساي

### مسلسلات
- رجال الحسم
- ما ملكت أيمانك
- الفوارس

## وصلات خارجية
- عادل أبو حسون على موقع قاعدة بيانات الأفلام العربية